# Paul Ponen Kubi
Paul Ponen Kubi, CSC (Madbortek, 29 de junho de 1956) é bispo de Mymensingh.
Paul Kubi entrou na Congregação de Santa Cruz e foi ordenado sacerdote pelo Papa João Paulo II em 19 de novembro de 1986.
Em 24 de dezembro de 2003, o Papa João Paulo II o nomeou Bispo Auxiliar de Mymensingh e Bispo Titular de Turris Tamalleni. O Bispo de Mymensingh, Francisco António Gomes, o consagrou em 13 de fevereiro do ano seguinte; Os co-consagradores foram Michael Rozario, Arcebispo de Dhaka, e Michael Atul D'Rozario CSC, Bispo de Khulna.
Papa Bento XVI nomeou-o Bispo de Mymensingh em 15 de julho de 2006.